# 科爾諾 (納沙泰爾州)
科爾諾（Cornaux）是瑞士的城鎮，位於該國西部，由納沙泰爾州負責管轄，面積4.72平方公里，海拔高度440米，2011年人口1,569，四成人口信奉基督教，人口密度每平方公里332人。

## 外部連結
- 官方网站